# Řád služebnic ctnosti
Řád služebnic ctnosti (německy: Orden der Sklavinnen der Tugend, francouzsky: Ordre des Dames esclaves de la vertu) byl habsburský dámský řád, založený roku 1662 císařovnou Eleonorou Magdalenou, vdovou po Ferdinandu III. .
Jednalo se řád určený pouze pro příslušnice vysoké aristokracie, přičemž členky měly šířit křesťanské cnosti a přemítat o tajemství Boha a přírody. Řádové heslo bylo „Sola ubique triumphat” – „Jenom cnost vítězí“. Řád vedla a udělovala císařovna jako „Velká dáma“ (německy Groß-Dame). Rakouské arcivévodkyně jej získávaly narozením.
Nošení řádu bylo pro vyznamenané povinné, pod pokutou 100 tolarů. Při slavnostních příležitostech se řád nosil na zlatém řetězu přes levé rameno, při každodenním nošení byl medailon na černé stuze přes šíji.
Řád zanikl 1720, po smrti císařovny Eleonory Magdaleny, přičemž jej nahradil Řád hvězdového kříže.

## Seznam Velkých dam
- 1662–1666 Eleonora Magdalena, vdova po Ferdinandu III.
- 1666–1673 Markéta, manželka Leopolda I.
- 1673–1676 Klaudie, manželka Leopolda I.
- 1676–1720 Eleonora Magdalena, manželka Leopolda I.